# Уоллс, Дженнетт
Дженнетт Уоллс (англ. Jeannette Walls, род. 21 апреля 1960, Финикс) — американская писательница и журналистка, широко известна как бывшая обозревательница светской хроники на MSNBC.com и автор книги «Стеклянный замок», мемуаров о кочевой семейной жизни её детства. Опубликованный в 2005 году, по состоянию на 3 июня 2018 года он находился в списке бестселлеров New York Times 421 неделю. Дженнетт Уоллс является лауреатом премий Алекса и Святого Христофора 2006 года.

## Ранние годы и образование
Уоллс родилась 21 апреля 1960 года в Финиксе, штат Аризона, в семье Рекса Уоллса и Роуз Мэри Уоллс. У Уоллс есть две сестры — Лори и Морин, и брат Брайан. Семейная жизнь Уоллс не была оседлой: семья переезжала из Финикса в Калифорнию (включая кратковременное пребывание в районе Тендерлойн в Сан-Франциско), в Батл-Маунтин, Невада, и в Уэлч, Западная Вирджиния, с периодами бездомности. Когда они наконец осели в Уэлче, родном городе Рекса в Аппалачах, семья жила в трёхкомнатном доме без водопровода и отопления.
Уоллс переехала в Нью-Йорк в 17 лет, чтобы присоединиться к своей сестре Лори (тогда работавшей официанткой; Лори вскоре стала художницей Archie Comics). С помощью грантов, займов, стипендий и года, проведённого в юридической фирме на Уолл-стрит, отвечая на телефонные звонки, она смогла получить степень бакалавра гуманитарных наук в Барнард-колледже. Уоллс окончила Барнард в 1984 году с отличием.

## Карьера
В начале своей карьеры Уоллс проходила стажировку в бруклинской газете «The Phoenix» и со временем стала там штатным репортёром. С 1987 по 1993 год вела колонку «Интеллектуал» в журнале New York. Затем она вела колонку сплетен для Esquire с 1993 по 1998 год, а затем регулярно участвовала в колонке сплетен «Scoop» на MSNBC.com с 1998 года до её ухода в 2007 году. Уоллс сотрудничала с USA Today и появлялась на The Today Show, CNN, Primetime и The Colbert Report.
Её книга 2000 года «Блюдо: внутренняя история мира сплетен» представляла собой юмористическую историю роли сплетен в средствах массовой информации, политике и жизни США.
В 2005 году Уоллс опубликовала бестселлер «Стеклянный замок», в котором подробно рассказывается о радостях и трудностях её детства. Он предлагает взглянуть на её жизнь и жизнь её неблагополучной семьи. «Стеклянный замок» был хорошо принят критиками и публикой. Было продано более 4 миллионов экземпляров. Книга переведена на 31 язык. «Стеклянный замок» получил премию Святого Христофора, премию Алекса Американской библиотечной ассоциации (2006 год) и премию «Книги за лучшую жизнь». Paramount купила права на экранизацию книги и в марте 2013 года объявила, что актриса Дженнифер Лоуренс сыграет Уоллс в экранизации. 9 октября 2015 года стало известно, что Лоуренс отказалась от участия в фильме и её заменит актриса Бри Ларсон. Одноимённая экранизация вышла в 2017 году.
В 2009 году Уоллс опубликовала свой первый роман «Наполовину сломанные лошади: роман из реальной жизни», основанный на жизни её бабушки Лили Кейси Смит. Редакция The New York Times Book Review назвала её одной из десяти лучших книг 2009 года.
Второй роман Уоллс «Серебряная звезда» был опубликован в 2013 году. Её третий роман «Повесьте луну» был опубликован в марте 2023 года.

## Личная жизнь
Уоллс вышла замуж за Эрика Голдберга в 1988 году; они развелись в 1996 году. В 2002 году она вышла замуж за коллегу из журнала New York Джона Дж. Тейлора; пара живёт недалеко от Калпепера, штат Вирджиния, на ферме площадью 205 акров (82,96 га).